# Resident Evil 3: Nemesis
Resident Evil 3: Nemesis, w Japonii pod nazwą Biohazard 3: Last Escape (jap. バイオ ハザード 3ラストエスケープ Hepburn: Baiohazādo 3 Rasuto Esukēpu?) – japońska gra komputerowa z gatunku survival horror, stworzona przez Capcom i wydana na konsolę PlayStation w 1999 roku. Jest to trzecia odsłona serii Resident Evil, a wydarzenia w niej przedstawione mają miejsce zarówno przed, jak i po wydarzeniach z Resident Evil 2. Główną bohaterką gry jest Jill Valentine (jedna z dwóch głównych postaci z części pierwszej), próbująca uciec z Raccoon City, którego większość mieszkańców pod wpływem rozprzestrzeniającej się epidemii wirusa stworzonego przez korporację Umbrella zostało zamienionych w zombie. Gra działa w oparciu o ten sam silnik graficzny, który wykorzystywały poprzednie części serii. Używa przy tym trójwymiarowych modeli postaci oraz pre-renderowanych teł ukazywanych przez statyczne kamery.
W porównaniu do poprzednich gier z serii Resident Evil, Resident Evil 3: Nemesis została zaprojektowana tak, aby jej rozgrywka kładła odrobinę większy nacisk na akcję. Gra oferuje większą liczbę przeciwników, którym gracz musi stawić czoła oraz wprowadza tytułowego stwora – Nemesisa. Postać ta co jakiś czas ściga Jill i nie da się jej unicestwić przed końcem gry. Resident Evil 3 została bardzo wysoko oceniona przez krytyków osiągając jednocześnie sukces komercyjny – gra w samej tylko wersji na PlayStation sprzedała się w nakładzie ponad 3,5 miliona sztuk na całym świecie. Większość recenzentów chwaliła wysokiej jakości szczegółową oprawę graficzną oraz kreację głównego antagonisty Nemesisa jako sztandarowego czarnego charakteru. Krytyce podlegały jednocześnie niezbyt długi czas gry oraz braki fabularne. Jest to pierwsza odsłona Resident Evil, w której dostępny jest tylko jeden scenariusz, jak również ostatnia gra z głównej serii wydana na konsolę PlayStation. Resident Evil 3: Nemesis doczekała się konwersji na konsole Dreamcast i GameCube oraz komputery osobiste.

## Fabuła
- Źródło: Resident Evil 3: Nemesis Official Strategy Guide[2].

Fabuła Resident Evil 3: Nemesis rozpoczyna się 24 godziny przed wydarzeniami z Resident Evil 2. Jill Valentine – członek oddziału S.T.A.R.S. (Special Tactics And Rescue Squad), podejmuje się próby ucieczki z Raccoon City, którego większość mieszkańców została zamieniona w zombie pod wpływem działania T-Virusa – nowego rodzaju broni biologicznej potajemnie opracowanego przez korporację Umbrella. W drodze do komisariatu policji w Raccoon City, Jill wpada na kolegę z oddziału Brada Vickersa, który zostaje następnie zabity przez Nemesisa, bioorganicznego mutanta stworzonego przez Umbrellę specjalnie w celu wyeliminowania ocalałych członków S.T.A.R.S., którzy po wydarzeniach z pierwszego Resident Evil stali się naocznymi świadkami nieetycznych i nielegalnych eksperymentów korporacji. Bohaterka inwigiluje budynek komisariatu w celu znalezienia pomocy, jednak wszyscy policjanci są już zamienieni w zombie. Następnie, unikając kilkakrotnie Nemesisa, Jill w mieście spotyka trzech ocalałych członków Umbrella Biohazard Countermeasure Service (UBCS): Carlosa Oliveirę, Michaiła Wiktora i Nikołaja Zinowjewa. Nikołaj wyjaśnia Jill i Carlosowi, że istnieje możliwość przywołania na pomoc helikoptera ratunkowego poprzez użycie dzwonu zegarowego znajdującego się w wieży Ratusza w Raccoon City.

Logo korporacji Umbrella

Wraz z postępem wydarzeń w grze, Nikołaj zostaje uznany za zmarłego po ataku zombie w biurze Umbrelli. Tymczasem Michaił poświęca się, aby uratować Jill i Carlosa przed Nemesisem, detonując trzymany w ręku granat w tylnym przedziale miejskiej kolejki linowej, którą wcześniej udaje się przywrócić do stanu używalności i uruchomić. Wybuch nie zabija potwora, powoduje jednak wypadnięcie wagonu kolejki z torów. Ten z kolei przebija się przez mury dziedzińca ratusza i rozbija się u stóp wieży zegarowej. Jill i Carlos przeżywają katastrofę, jednak zostają rozdzieleni. Jill udaje się uruchomić mechanizm dzwona, na dźwięk którego nad ratuszem pojawia się helikopter ratowniczy. Jednak Nemesis niweczy plany jej ucieczki z zainfekowanego miasta, strącając helikopter za pomocą wyrzutni rakiet. Bohaterka podejmuje walkę z mutantem i chwilowo udaje się jej go pokonać, jednak w czasie konfrontacji zostaje zarażona T-virusem. Jej stan się pogarsza i niedługo po tym traci przytomność. Carlos odnajduje Jill i zabiera ją do bezpiecznego pomieszczenia w wieży zegarowej. Trzy dni później, Carlos wyrusza do szpitala miejskiego na poszukiwania szczepionki przeciw T-virusowi. W międzyczasie dowiaduje się, że Nicolai jednak pozostał przy życiu. Ostatecznie udaje się mu stworzyć szczepionkę ze znalezionych tam składników i przy wykorzystaniu specjalistycznej aparatury Umbrelli znajdującej się w podziemiach szpitala. Carlos wraca do Jill ze szczepionką, po drodze napotykając na krótko Nemesisa.
Jill wraca do pełni sił po zaaplikowaniu jej szczepionki przez Carlosa, który następnie ostrzega ją, że Nikołaj żyje i wcale nie jest po ich stronie. W poszukiwaniu dalszej drogi ucieczki z Raccoon City bohaterka trafia do stróżówki, w której odnajduje tajemne przejście prowadzące do punktu wypadowego specjalnej wewnętrznej jednostki Umbrelli. Tam dowiaduje się, że celem jednostki jest zebranie jak największej liczby danych bojowych w starciach z zainfekowanymi mieszkańcami miasta oraz z jednostkami broni biologicznej (w tym z Nemesisem) stworzonymi przez Umbrellę. Opuszczając pomieszczenie, Jill spotyka Nikołaja, który okazuje się być jednym z członków tej jednostki. Następnie Jill zostaje zaatakowana przez zmutowanego (poprzez zażycie T-virusa) do ogromnych rozmiarów krocionoga. Udaje się jej pokonać kreaturę, po czym rusza w drogę do miejskiego kompleksu utylizacji odpadów.
W środku kompleksu Jill spotyka się ponownie z Carlosem, który informuje ją, że miasto o świcie zostanie zrównane z ziemią przez bombę termobaryczną odpaloną na polecenie rządu amerykańskiego, który w ten sposób chce zapobiec rozprzestrzenieniu się wirusa. Dla bohaterów jedyną drogą ucieczki jest helikopter, który znajduje się na lądowisku wchodzącym w skład kompleksu. Jill przypadkiem dostaje się do pomieszczenia utylizacji odpadów, gdzie musi stoczyć walkę z nieustępliwym Nemesisem. Walka kończy się szczęśliwie dla Jill, która następnie znajduje przy zwłokach jednego z pracowników kompleksu kartę, umożliwiającą opuszczenie na czas pomieszczenia. Jill dostaje się do wieży kontrolnej przy lądowisku, gdzie na radarze widać już zbliżający się pocisk.
Niespodziewanie helikopter, którym Jill i Carlos chcieli uciec, zostaje przejęty przez Nikołaja. Ostrzeliwuje on wieżę, po czym kontaktuje się z Jill drogą radiową. Bohaterka zyskuje możliwość wyboru pomiędzy dogadaniem się z Nikołajem a podjęciem decyzji o zniszczeniu śmigłowca. W przypadku, gdy Jill rozpocznie negocjacje z Nikołajem, ten opowiada jej o tym, że zlikwidował innych najemników i przed ucieczką zamierza pozbawić życia Jill oraz Carlosa. Chwilę później bohaterka zostaje zmuszona do stoczenia ostatecznego pojedynku z Nemesisem. Po gwałtownej walce monstrum zostaje trafione ogromnym działem elektromagnetycznym i ostatecznie unicestwione przez Jill. Docierając na lądowisko, Jill spotyka tam Carlosa, który wymachuje odpaloną flarą w kierunku nadlatującego helikoptera. W ostatniej scenie w grze, bohaterowie uciekają z miasta helikopterem pilotowanym przez Barry’ego Burtona – przyjaciela Jill również służącego w oddziale S.T.A.R.S. Gdy są już w powietrzu, mija ich pocisk nuklearny, który chwilę później dociera do celu i niszczy bezpowrotnie cały teren Raccoon City.

## Rozgrywka
Resident Evil 3: Nemesis jest grą z gatunku survival horror, w której gracz kontroluje protagonistkę, śledząc akcję z perspektywy trzeciej osoby. Pomimo faktu, że Jill Valentine jest jedyną główną bohaterką gry, gracz podczas rozgrywki przejmuje też na krótką chwilę kontrolę nad inną postacią. Aby ukończyć grę, gracz musi eksplorować fikcyjne miasto Raccoon City unikając, uciekając i walcząc z różnymi typami przeciwników. Gracz może otwierać drzwi, przesuwać wybrane obiekty, wspinać się na przeszkody i podnosić przydatne przedmioty. Są one przechowywane w inwentarzu, do którego gracz ma dostęp w dowolnym momencie rozgrywki. Wszystkie przedmioty się tam znajdujące mogą być użyte, zbadane i łączone ze sobą w celu powstania kolejnych. Liczba przedmiotów przechowywanych w inwentarzu jest ograniczona, a gracz musi często przenosić je do specjalnych skrzyń, aby zwolnić miejsce dla kolejnych znalezisk.
Podczas walki gracz ma możliwość zastosowania uniku, używania noża bądź broni palnej oraz interakcji z wybranymi obiektami otoczenia, takimi jak wybuchowe beczki, których eksplozja powoduje zranienie bądź zabicie pobliskich wrogów. Nowością w serii była możliwość wykonania szybkiego obrotu o 180 stopni przez protagonistę. Poziom zdrowia gracza (przedstawiony za pomocą wykresu EKG – tak jak w poprzednich częściach) maleje z każdym udanym atakiem wroga. Kolejne obrażenia odniesione przez postać gracza powodują, że wskaźnik zdrowia, początkowo na poziomie fine (kolor zielony), zmienia się na caution (kolor żółty i pomarańczowy), a nawet na danger – w tym przypadku sterowana przez gracza postać porusza się zdecydowanie wolniej. Gracz może zwiększyć poziom zdrowia poprzez używanie znalezionych sprayów leczniczych oraz ziół. Te ostatnie mogą być łączone ze sobą, aby zwiększyć ich lecznicze właściwości. W porównaniu z poprzednimi odsłonami serii, w Resident Evil 3 znajduje się też system tworzenia amunicji z różnych odmian prochu. Gracz musi nie tylko toczyć walki, ale również rozwiązywać liczne zagadki, które umożliwiają mu otwieranie kolejnych przejść i zdobywanie nowych przedmiotów, co jest warunkiem koniecznym do czynienia postępu w grze.
W przeciwieństwie do poprzednich gier z serii, w Resident Evil 3 gracz napotyka na momenty, w których akcja zostaje na chwilę zatrzymana, ekran staje się czarno-biały i pojawiają się na nim dwie opcje możliwych działań (tzw. live selection). Zazwyczaj jedna z nich odpowiada za działanie bardziej defensywne, zaś druga za bardziej ofensywne. Wybory te wpływają na rozwój fabuły i dalsze wydarzenia w grze. Ponadto gracza prześladuje tytułowy Nemesis, który pełni w grze rolę powracającego co jakiś czas bossa. Nemesis jest znacznie mocniejszy od gracza, może korzystać z wyrzutni rakiet, unikać jego ataków i ścigać go przez kolejne lokacje. Można na niego trafić w różnych momentach. Niektóre spotkania są z góry ustalone i nie można ich uniknąć, inne mają miejsce w zależności od podjętych wcześniej przez gracza wyborów i mogą mieć różny przebieg. Nawet jeśli gracz pokona Nemesisa lub wymknie się mu podczas jednego z takich spotkań, ten i tak nieustannie będzie powracał aż do końca gry.
Po jednorazowym ukończeniu gry odblokowana zostaje minigra zatytułowana The Mercenaries: Operation Mad Jackal. Gracz, wybierając jedną z trzech postaci (każda ma inny ekwipunek), musi w ograniczonym czasie przedostać się z jednego punktu miasta do drugiego. Jednakże podstawowy dostępny czas nie wystarczy do wykonania tego zadania, dlatego gracz musi ciągle zdobywać bonusy czasowe, pokonując wrogów bądź ratując nielicznych ocalałych ludzi. Ukończenie wątku fabularnego gry odblokowuje również alternatywne kostiumy dla Jill (ich liczba jest uzależniona od końcowej oceny) oraz dokumenty, które opisują losy bohaterów po wydarzeniach mających miejsce w grze. W wersjach na Dreamcasta i komputery osobiste tryb The Mercenaries oraz alternatywne kostiumy dla Jill są dostępne od początku gry.

## Tworzenie

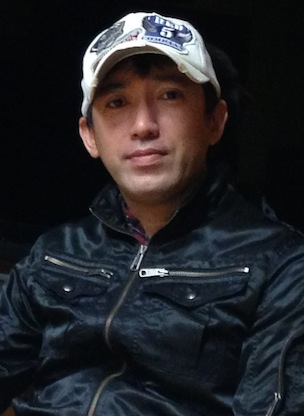
Shinji Mikami był jednym z głównych ludzi odpowiedzialnych za tworzenie Resident Evil 3: Nemesis

Resident Evil 3: Nemesis została stworzona przez Capcom i wyprodukowana przez Shinji Mikamiego, który wcześniej pracował zarówno nad oryginalnym Resident Evil, jak i nad Resident Evil 2. Początkowo nad grą pracowało 20 osób, jednak wraz z postępem prac i zbliżającą się założoną datą premiery, zespół ten rozrósł się do 40-50 pracowników. W przeciwieństwie do poprzednich gier z serii, scenariusz gry nie został opracowany przez główne studio produkcyjne Capcomu, a przez jednego ze scenarzystów przedsiębiorstwa – Yasuhise Kawamure. Niemniej jednak scenariusz był przedstawiany zespołowi pracującemu nad poprzednimi odsłonami na comiesięcznych spotkaniach wewnątrz przedsiębiorstwa. Celem tego było uniknięcie możliwych błędów fabularnych i nieścisłości związanych z wydarzeniami, które zostały przedstawione w Resident Evil 1 i 2.
Resident Evil 3: Nemesis korzysta z tego samego silnika gry, co jego poprzednicy. Środowisko gry składa się z pre-renderowanych, dwuwymiarowych teł przedstawionych za pomocą statycznych ujęć oraz postaci, broni, przenoszonych przedmiotów i wybranych interaktywnych elementów otoczenia wykonanych z wielokątów w pełnym trójwymiarze. Twórcy ponownie zdecydowali się na takie połączenie po to, aby uzyskać tła o bardzo wysokiej jakości, wypełnione licznymi elementami i szczegółami otoczenia, co nie byłoby możliwe przy zastosowaniu grafiki trójwymiarowej. Kierownik projektu Yoshiki Okamoto stwierdził, że: „liczba wielokątów przeznaczonych na wymodelowanie postaci wrogów nie byłaby wystarczająca. Nie chcieliśmy mieć topornie wyglądających, rozpikselowanych zombie”. Poprawie w porównaniu z poprzednimi odsłonami uległa interakcja z otoczeniem, aby gracz mógł strzelać do wybranych obiektów, na przykład beczek wypełnionych paliwem, które po wybuchu mogły zabić większą liczbę przeciwników. W Resident Evil 3 pojawiło się też więcej odmian standardowych zombie, takich jak policjant, doktor czy zwykły mieszkaniec miasta, aby zwiększeniu uległa różnorodność przeciwników.
W przeciwieństwie do poprzednich gier z serii Resident Evil, których akcja toczyła się głównie w zamkniętych pomieszczeniach, w trzeciej odsłonie gracz eksploruje wiele otwartych terenów miasta Raccoon City. Takie umiejscowienie akcji pozwoliło deweloperom na stworzenie bardziej zróżnicowanego środowiska gry. Capcom postanowił również zaimplementować w grze większą liczbę scen akcji, skutkiem czego było wprowadzenie możliwości szybkiego obrotu o 180 stopni oraz dodanie funkcji uniku w odpowiedzi na atak wroga, tak by gracz lepiej odnalazł się w momentach zintensyfikowanej walki. Ponadto twórcy zaprojektowali grę tak, aby aż dziewięciu przeciwników naraz mogło zaatakować gracza. Poprawie uległa też sztuczna inteligencja przeciwników, co objawiło się na przykład w możliwości pokonywania schodów przez zombie, żeby te mogły dalej atakować gracza, co w poprzednich częściach nie było możliwe. Postać tytułowego stwora – Nemesisa, została oparta na głównym antagoniście z filmu Terminator 2: Dzień sądu, cyborgu T-1000. Mikami stwierdził: „Chciałem wprowadzić do gry nowy rodzaj strachu – stałe uczucie paranoi. Nemesis daje go aż w nadmiarze. Gdy znika po pierwszej konfrontacji, żyjesz w ciągłym strachu przed kolejnym atakiem. Chodzi o to, abyś poczuł się, jakbyś był nieustannie prześladowany.”.
Gra była tworzona równolegle z Resident Evil Code: Veronica, która została wydana na konsole Dreamcast. Chociaż wydarzenia przedstawione w Code: Veronica mają miejsce bezpośrednio po tych z Resident Evil 2, Okamoto wyjaśnił, że celem Capcomu było uczynienie Nemesis trzecią grą z serii, żeby zachować numeryczną ciągłość odsłon wydawanych na PlayStation. W przeciwieństwie do Resident Evil 2, która została wydana na dwóch płytach odpowiadającym dwóm różnych scenariuszom i postaciom, część trzecia jest grą jednopłytową, której fabuła skupia się głównie na Jill Valentine. Capcom wybrał ją na głównego bohatera gry, ponieważ była „ostatnim bohaterem możliwym do wyboru”, jeśli wziąć pod uwagę, że Claire Redfield oraz Chris Redfield zostali już wcześniej wytypowani na głównych protagonistów Resident Evil Code: Veronica.

## Marketing i wydanie
Resident Evil 3: Nemesis została zaprezentowana na Tokyo Game Show w marcu 1999 roku. Grywalna wersja gry była po raz pierwszy udostępniona kilka miesięcy później na Electronic Entertainment Expo. Na tamtym etapie rozwoju demonstracyjna wersja nie miała jeszcze zaimplementowanej funkcji uników. Dla odpowiedniego wypromowania gry Capcom dołączył krótkie demo Resident Evil 3: Nemesis do północnoamerykańskiego wydania innego swojego utworu z gatunku survival horror – Dino Crisis, który to tytuł miał za sobą również udany debiut w Japonii. Capcom przeznaczył łącznie 20 milionów dolarów na kampanię reklamową promującą Resident Evil 3: Nemesis, Dino Crisis, jak również konwersję Resident Evil 2 na Nintendo 64. Kampania marketingowa obejmowała zarówno reklamy telewizyjne, jak i te zamieszczone w drukowanej prasie branżowej. W dzień japońskiej premiery gry na rynku ukazał się również dwupłytowy album ze ścieżką dźwiękową skomponowaną przez Masami Uedę, Saori Maedę i Shusaku Uchiyamę. Ponadto adaptacja powieściowa gry pod tytułem Nemesis, napisana przez S.D. Perry’ego, została wydana w 2000 roku.

## Odbiór gry
Resident Evil 3: Nemesis została wydana na konsolę PlayStation 22 września 1999 roku w Japonii. Wydanie amerykańskie miało miejsce 10 listopada 1999, natomiast europejskie – 17 marca 2000 roku. Do pierwszych 500 tysięcy egzemplarzy gry została dołączona płyta z demem Dino Crisis. Resident Evil 3: Nemesis w pierwszych dwóch tygodniach listopada 1999 roku notowała najwyższą sprzedaż na PlayStation w Stanach Zjednoczonych. Dane pochodzące od Capcomu z maja 2008 roku mówią o 3,5 miliona sprzedanych egzemplarzy wersji na PlayStation. Resident Evil 3: Nemesis doczekał się także konwersji na konsole Dreamcast, GameCube i komputery osobiste. Do listopada 2003 roku na rynku amerykańskim zostało sprzedanych 41 395 egzemplarzy wersji na GameCube’a. Resident Evil 3: Nemesis został ponadto udostępniony użytkownikom PlayStation 3 i PlayStation Portable do pobrania w wersji cyfrowej za pomocą usługi PlayStation Network – w 2008 roku w Japonii, w 2009 roku w Ameryce Północnej oraz w 2012 roku w Europie.
Resident Evil 3: Nemesis w oryginalnym wydaniu na PlayStation zebrała bardzo pozytywne opinie wielu recenzentów. James Mielke z serwisu GameSpot opisał ją jako najbardziej kompletną i zaawansowaną grę z serii Resident Evil dostępną na konsoli PlayStation zarówno pod względem grafiki, jak i samej rozgrywki. Redaktor pisma „PSX Extreme” pochwalił wprowadzone w stosunku do poprzednich odsłon serii zmiany, podsumowując: „W myśl zasady – szybciej, więcej, lepiej poprawiono wszystko co było do poprawienia”. „Official UK PlayStation Magazine” nazwał Resident Evil 3: Nemesis „współczesnym klasykiem”, stwierdzając, że gra „tworzy wiarygodne środowisko, wypełnia je całym szeregiem złowrogich przeciwników i wykorzystuje zurbanizowany obszar Raccoon City jako miejsce dla diabelskich zagadek”. „Computer and Video Games” zauważył, że gra zachowuje najlepsze cechy swoich poprzedników i „dodaje do tego kilka nowych ekscytujących elementów”.
Pre-renderowane tła użyte w grze zdobyły uznanie recenzentów ze względu na zastosowane bogactwo detali oraz mroczną stylistykę. Redaktor serwisu IGN Doug Perry opisał je w następujących słowach: „rozbite samochody, śmieci i gruz, całkowicie zniszczone ulice miasta, walające się odłamki szkła, wszystko to umiejscowione w zurbanizowanym terenie, który naprawdę wygląda na zdewastowany w najgorszy z możliwych sposobów”. GameSpot wyraził zachwyt nad zastosowanym w grze trójwymiarowym modelem Jill Valentine, który znajduje się „lata świetlne przed bryłowatymi modelami z pierwowzoru”. Podobne pochwały pojawiały się w stosunku do oprawy dźwiękowej gry. GamePro stwierdził, że gra „utrzymuje wartką akcję, ukrywając przed graczem to, czego na razie nie powinien zobaczyć, informując go o tym za pośrednictwem dźwięku”. Bardzo pozytywnie została odebrana też kreacja tytułowego antagonisty – Nemesisa. „Official UK PlayStation Magazine” opisał pierwsze spotkanie z nim jako szokujące, podczas gdy „Computer and Video Games” zauważył, że świadomość jego nieustającej obecności w pobliżu zwiększa poziom napięcia „do tego stopnia, że nigdy nie wiesz, kiedy znów się pokaże i spowoduje przy tym kompletny chaos”.
GameSpot pozytywnie ocenił możliwość dokonywania wyborów podczas rozgrywki, które zwiększały żywotność tytułu. Przyznał jednocześnie, że gra trwa zbyt krótko w porównaniu z Resident Evil 2, ponieważ oferuje tylko jedną płytę bez możliwości wyboru bohatera. Serwis IGN również pochwalił opcję wyborów live selection, stwierdzając, że „przyspiesza tempo rozgrywki, zwiększa napięcie i wymusza decyzje, które mają wpływ na następujące po niej wydarzenia”. Również opcja uniku oraz szybkiego obrotu o 180 stopni została uznana za korzystną zmianę. Dale Weir z GameCritics uznał, że możliwość mieszania ze sobą różnych rodzajów prochu do tworzenia amunicji daje nowe możliwości dostosowania rozgrywki do potrzeb gracza. Z kolei „Official US PlayStation Magazine” skrytykował funkcję uniku jako niepraktyczną i zajmującą zbyt dużo czasu, co w efekcie powoduje więcej szkody dla gracza, niż dla przeciwników. Zarzuty padły też pod adresem fabuły, która została opisana jako niekompletna. Game Revolution zwrócił również uwagę, że głosy podkładane przez aktorów są słabej jakości. Resident Evil 3: Nemesis zajęła drugie miejsce w kategorii „Przygodowa gra roku” (ang. „Adventure Game of the Year”) w corocznym plebiscycie organizowanym przez serwis GameSpot.